# Ринчино Базар Ринчинович
Базар Ринчинович Ринчино (1913 — 28 грудня 1943) — Герой Радянського Союзу (1944, посмертно), в роки німецько-радянської війни старшина мотострілецької роти 71-ї механізованої бригади 3-ї гвардійської танкової армії 1-го Українського фронту, старший сержант.

## Біографія
Народився в 1913 році в улусі Зуткулей (нині в межах Могойтуйского району Забайкальського краю РФ). Бурят. Закінчив неповну середню школу і педагогічне училище. Працював вчителем, а потім директором в Зуткулейській початковій школі.
У 1943 році призваний до лав Червоної Армії. У боях радянсько-німецької війни з 1943 року. Воював на Брянському, Центральному, Воронезькому і 1-му Українському фронтах.
28 грудня 1943 року 71-й механізованій бригаді біля села Більківці довелося відбивати сильну контратаку ворога. Все було введено в бій, але ворожі танки рвалися напролом. У резерві залишалася рота протитанкових рушниць, яка і була кинута на відбиття натиску гітлерівців. Базар Ринчино тоді підбив три танки, але сам загинув у бою.
Похований у селі Більківці Коростишівського району Житомирської області (Україна).

## Нагороди, пам'ять

Погруддя в Коростишеві

Указом Президії Верховної Ради СРСР від 10 січня 1944 року за зразкове виконання бойових завдань командування на фронті боротьби з німецько-фашистськими загарбниками і проявлені при цьому мужність і героїзм, старшому сержанту Ринчино Базару присвоєно звання Героя Радянського Союзу (посмертно).
Нагороджений орденом Леніна (10 січня 1944; посмертно), медаллю «За відвагу».
У місті Коростишеві Житомирської області на Алеї Героїв Б. Ринчино встановлене погруддя.
Про життя і бойовий шлях Базара Ринчино написано багато нарисів, статей, бурятський поет Арсалан Жамбалон присвятив йому вірші під назвою «Пам'ятник герою».
Для увічнення пам'яті Героя на його батьківщині, в селі Цаган-Оль Могойтуйського району Забайкальського краю, споруджений бронзовий бюст, одна з вулиць села носить його ім'я.